# Ladislav Mráz (operní pěvec)
Ladislav Mráz (25. září 1923 Strakonice – 7. května 1962 Praha) byl český basbarytonista.

## Život a dílo
Maturoval v Praze na reálném gymnáziu v roce 1942. Na pražské konzervatoři začal studovat až ve svých 19 letech u legendárního Hilberta Vávry a E. Fierlingerové. Již o rok později mu bylo nabídnuto angažmá v Jihočeském divadle v Táboře(1943/1944) a poté v Městském divadle v Plzni (1944/1945). V roce 1946 se stal sólistou opery Divadla 5. května (pozdější Smetanovo divadlo, dnes Státní opera). V letech 1948–50 a 1955–62 byl sólistou opery Národního divadla v Praze..
V roce 1956 se stal absolutním vítězem mezinárodní pěvecké soutěže v nizozemském Hertogenboschi. Do Nizozemska byl pak každoročně zván k účasti na významných projektech (např. Bachovy Matoušovy a Janovy pašije, Beethovenova Devátá symfonie s Concertgebow a Georgem Széllem, oratoria, písňové recitály). Natáčel také pro nizozemský rozhlas a televizi, v Berlíně, se jako protagonista hlavní role podílel na nahrávce Verdiho Falstaffa. Byl stálým hostem lipské opery, koncertoval v Paříži a Vídni, kde vystupoval stejně úspěšně i jako operní pěvec. V letech 1948–61 Ladislav Mráz pravidelně vystupoval na Pražském jaru.
V jeho velmi obsáhlém operním repertoáru byli např. Mozart, Weber, Rossini, Wagner, Verdi, Smetana, Berg. Obdivuhodný byl svou šíří a obtížností i jeho písňový, oratorní a kantátový repertoár: Brahms, Schumann, Dvořák (Rekviem, Stabat Mater, Biblické písně), Janáček (Glagolská mše), Martinů (Kytice), Stravinskij (Oidipus Rex), Musorgskij (Písně a tance smrti), soudobá česká hudba (Hlobil, Hurník).
Jeho reflexivní intelekt a brilantní technika mu ale především umožnily stát se vynikajícím (a často i prvním českým) interpretem duchovní předklasické a klasické hudby (např. Bachovo Magnificat, Matoušovy a Janovy pašije, duchovní kantáty a árie, Händelův Samson a Mesiáš, Haydnovo Stvoření).
Spolupracoval s významnými zahraničními tělesy, Českou filharmonií a Českým pěveckým sborem, v komorní oblasti s Novými pěvci madrigalů Miroslava Venhody (na nahrávce Nejstarší památky české hudby) a zejména se souborem Ars rediviva na prvním československém provedení cyklu árií z Bachových duchovních kantát, pašijí a oratorií. Skladby byly postupně uváděny v pražském bachovském cyklu Ars rediviva v padesátých až šedesátých letech. Po smrti Ladislava Mráze spolupracovala Ars rediviva na realizaci tohoto projektu se švýcarským basbarytonistou Otto Peterem a sólistou Národního divadla v Praze Karlem Bermanem. Pohřben je v Praze na vyšehradském hřbitově .
Jeho manželkou byla zpěvačka Národního divadla Jaroslava Vymazalová.

## Ocenění
- 1961 Státní cena